# الحب في زمن الكوليرا (فلم)
الحب في زمن الكوليرا (بالإنجليزية: Love in the Time of Cholera) فيلم مأخوذ عن رواية الأديب الكولومبي غابرييل غارسيا ماركيز التي تحمل الاسم نفسه، عُرض في 2007، أخرجه مايك نويل، وأنتجه سكوت ستايندروف، وقام ببطولته خافيير باردم، جيوفانا ميزوغيورنو، وبنجامين برات. تمتد الفترة الزمنية للفيلم منذ 1880 وحتى 1930، وتدور أحداثه في مدينة كاريبية على نهر ماغدالينا في كولومبيا إبان زمن الكوليرا.
أمضى المنتج ستايندروف ثلاث سنواتٍ في محاولة إقناع غارسيا ماركيز بالسماح له بتحويل روايته إلى فيلم، ومصراً على أنه لن يستسلم أبداً حتى ينال حقوق تحويل الرواية إلى فيلم. وبذا يكون الحب في زمن الكوليرا أول رواية لغارسيا ماركيز من إنتاج أحد ستوديوهات هوليوود، ومن إخراج مخرجٍ غير لاتيني أو إيطالي، وباللغة الإنكليزية. كما أنه أول فيلم ناطق بالإنكليزية تظهر فيه الممثلة البرازيلية المرشحة لجائزة الأوسكار فرناندا مونتينيغرو.

## الطاقم
- خافيير باردم في دور فلورنتينو أريثا
- جيوفانا ميزوغيورنو في دور فرمينا داثا
- بنجامين برات في دور الدكتور خوفينال أوربينو
- جون ليغويزامو في دور لورينزو داثا
- فرناندا مونتينيغرو في دور ترانسيتو أريثا
- كاتالينا ساندينو مورينو في دور هيلدابراندا سانشيز
- أليسيا بوراتشيرو في دور إسكولاستيكا
- لورا هيرنغ في دور سارة نوريغا
- هيكتور إليزوندرو في دور دون ليو
- أنا كلوديا تالنكون في دور أوليميا زولاتا

## الاستقبال

### غابرييل غارسيا ماركيز
وفقاً للمجلة الكولومبية ريفيستا سيمانا، عرض منتج الفيلم سكوت ستايندروف في المكسيك نسخة نهائية كاملة من الفيلم على غارسيا ماركيز قبل عرضه العام، وعند نهاية الفيلم قال ماركيز: «برافو!» مع ابتسامة على وجهه.